# Schakels (toneelstuk)
Schakels. Een vrolijk spel van de huiselijke haard in vier bedrijven is een toneelstuk van Herman Heijermans. Het ging op 24 december 1903 in première in het Paleis voor Volksvlijt te Amsterdam en hield de hele twintigste eeuw repertoire. Schakels werd buiten Nederland opgevoerd in o.a. Londen, Berlijn, Wenen en Stockholm, en werd in 1920 verfilmd. Het was na Op hoop van zegen Heijermans' meest populaire stuk.

## Personages
- Pancras Duif, oprichter van metaalfabriek 'De Schakel'.
- Jan Duif, zoon van Pancras. Makelaar.
- Henk Duif, zoon van Pancras. Fabrieksdirecteur.
- Toon Duif, zoon van Pancras. Student.
- Coba, dochter van Pancras.
- Dirk, man van Coba. Aannemer.
- Margriet, vrouw van Jan.
- Elsje, dochter van Jan en Margriet.
- Hein Duif, broer van Pancras.
- Gerritje, vrouw van Hein.
- Marianne, huishoudster bij Pancras.
- Sally, koopman.
- Dr. Van Rijn, psychiater.
- Joseph, boekhouder.
- Jacob Dulk, arbeider.
- Kantoorbediende
- Dagmeisje
- R.K. Liefdezuster
- Telegrambesteller

## Synopsis

### Eerste bedrijf
Pancras Duif, oprichter van metaalfabriek 'De Schakel', is weduwnaar en vader van drie zonen en een dochter. Na maanden van ziekte is zijn fabriek hem boven het hoofd gegroeid. Daarom heeft hij ermee ingestemd dat zijn zoon Henk de familiezaak heeft omgezet in een naamloze vennootschap, waarvan Pancras voortaan 'gedelegeerd commissaris' is. Hij komt er op pijnlijke wijze achter dat hij hiermee zijn beslissingsbevoegdheid is kwijtgeraakt, wanneer hij het ontslag van de zoon van zijn oude vriend Jacob Dulk ongedaan wil maken, maar Henk hem scherp terechtwijst en weigert.
Pancras betuigt zijn knappe huishoudster, de eenendertigjarige Marianne, zijn genegenheid, maar vanwege het stands- en leeftijdsverschil wil zij daar niets van weten. Jan, de oudste zoon van Pancras, een makelaar, probeert samen met zijn zwager Dirk geld van zijn vader los te krijgen om er grond voor te kopen. Ook zijn jongste zoon Toon, een luie, feestvierende student, vraagt in een telegram om geld. Pancras wijst beide verzoeken af.

### Tweede bedrijf
Toon komt uit geldgebrek naar huis om bij zijn vader te logeren. Pancras’ broer, Hein Duif, legt met zijn vrouw Gerritje een bezoek af. Als de broers alleen zijn vertelt Pancras dat hij van plan is te hertrouwen met Marianne. Zijn broer probeert het hem uit het hoofd te praten.
Die avond doet Pancras een aanzoek. Marianne wijst hem aanvankelijk af, en bekent dat hij niet op de hoogte is van haar werkelijke omstandigheden: zij is een ongehuwde moeder, die door haar voogd is verleid. Omdat zij nergens een betrekking kon vinden, heeft ze een vals getuigschrift voor zichzelf geschreven, waarin ze zich weduwe noemt. Pancras wuift alle bezwaren weg en verklaart zich bereid als een vader voor haar zoon te zijn. Hij zal zelfs een levensverzekering van 50.000 gulden op haar naam laten zetten. Haar papieren stopt hij weg in zijn sigarenkastje.
Als Toon thuiskomt, hoort hij dat zijn vader de volgende maand wil hertrouwen. Zodra zijn vader naar bed is, opent hij het sigarenkastje en vindt daarin de echte gegevens van Marianne. Daarmee heeft hij alles in handen om zijn vader de voet dwars te kunnen zetten.

### Derde bedrijf
De volgende avond vieren oudste zoon Jan en zijn vrouw Margriet hun zeventienjarige huwelijk. Er ontstaat onenigheid tussen de arriverende familieleden, die allen reageren op het nieuws dat Pancras wil hertrouwen. Henk is verontwaardigd, omdat de kredietwaardigheid van 'zijn' onderneming er onder zou lijden. De anderen noemen Pancras egoïstisch, onfatsoenlijk of onwijs.
Als Toon verschijnt en zijn buit aan papieren op tafel legt, beschikt de familie over de gezochte wapens. De kinderen besluiten hun vader ontoerekenbaar te laten verklaren. Een door Toon ingeschakelde psychiater lijkt bereid de zaak te regelen. Hein Duif verzet zich als enige tegen het plan, maar er wordt niet naar hem geluisterd.

### Vierde bedrijf
Dirk en Henk zetten Marianne onder druk om haar van het huwelijk te doen afzien. Zij bieden haar een gunstig getuigschrift aan. Marianne wijst het aanbod af; zij wil het huwelijk doorzetten ten behoeve van haar zoon en ter wille van Pancras. Zelfs als zij haar de vervalste papieren voorhouden en met de politie dreigen, blijft zij volhouden.
Pancras krijgt de psychiater op bezoek. Als hij beseft dat zijn kinderen van plan zijn hem gek te laten verklaren en daartoe Marianne's papieren hebben ontvreemd, raakt hij in de war, waarmee hij onwillekeurig inspeelt op het complot. Hij hervindt zichzelf in één laatste uitbarsting, als Marianne door Dirk beschuldigd wordt van onzedelijkheid, en wijst zijn zonen de deur. Broer Hein doet een vergeefse poging om Pancras op te monteren, waarna Marianne de ring en trouwbelofte teruggeeft. Zij vertrekt, en Pancras blijft gebroken achter.

## Structuur
Schakels is een stuk in vier bedrijven, in tegenstelling tot de vijf bedrijven die in de klassieke oudheid en in renaissance/classicisme gebruikelijk waren, of de drie bedrijven van het romantisch drama. De indeling in vier aktes is exemplarisch voor een nieuwe ontwikkeling in de dramabouw. Toneelschrijvers als Anton Tsjechov en Heijermans introduceerden een type toneelstuk dat niet berust op ontwikkeling via een fataal conflict, maar op een zichzelf gelijkblijvende situatie. Eerder deed Heijermans dit al in Op Hoop van Zegen, waarin de vissersbevolking in dezelfde positie blijft verkeren ten opzichte van de reder die hen uitbuit. Ook in Schakels bevindt Pancras Duif zich aan het slot in dezelfde toestand als in het eerste bedrijf, al is hij een illusie armer geworden. De indeling in vier bedrijven impliceert een minder duidelijk oplopen van de spanning naar een centraal hoogtepunt.

## Thematiek

### Titel
De titel Schakels verwijst naar de naam van de metaalfabriek van Pancras Duif, waar schakels voor kettingen worden vervaardigd, maar symboliseert ook schakels, onderlinge banden tussen mensen, bijvoorbeeld binnen familieverband. Met de ironische ondertitel "Een vrolijk spel van de huiselijke haard" zet Heijermans de toeschouwer op het verkeerde been.

### Ouder-kindrelatie
In 1902 werd Heijermans' eerste kind, een dochter, geboren. Niet lang daarop verschenen drie eenakters waarin het ouderschap een rol speelt. Allereerst Het kind, over een jong echtpaar wiens eerste baby blind blijkt te zijn. Vervolgens Het kamerschut, waarin de sentimentele verheerlijking van een pasgeborene op de hak wordt genomen. In In de Jonge Jan heeft een brandstichter door een toeval ook de dood van zijn dochtertje op zijn geweten. Na deze korte toneelschetsen over de hechte relatie tussen ouder en kind, trok Heijermans het thema door en liet er de andere kant van zien: de vijandschap tussen kinderen en hun vader, het grondmotief in Schakels.
Schakels laat zich lezen als een realistisch-Nederlandse versie van William Shakespeare’s klassieke tragedie King Lear. Net als Lear is Pancras Duif een man op leeftijd, die te vroeg zijn macht en invloed aan zijn kinderen afstaat en wiens laatste levensdagen vergald worden door hun inhaligheid. Die mentaliteit heeft Duif ook aan zichzelf te wijten, doordat hij zijn kinderen heeft laten opgroeien in een weelde die hijzelf als kind niet heeft gekend.

### Kleinburgerlijkheid
In de periode dat Heijermans aan Schakels werkte, woonde hij in Katwijk aan Zee. De plaatselijke bevolking had vernomen dat de schrijver een bijzonder immoreel mens was. In zijn roman Kamertjeszonde van 1898 had hij immers het 'vrije' huwelijk beschreven. Hoewel Heijermans in mei 1898 wel degelijk met de variétéartieste Marie Peers in het huwelijk was getreden, bleef zijn Katwijkse omgeving hem lastigvallen. Pas toen hij zijn trouwboekje op de vensterbank had uitgestald, trok de bui over. Heijermans' woede over de kleinzieligheid van zijn dorpsgenoten is te herkennen in de scherpe veroordeling van het kleinburgerlijk fatsoen dat Pancras Duif lastigvalt, omdat er een vlekje zou kleven aan het verleden van Marianne.

## Opvoeringsgeschiedenis
In 1903 voltooide Heijermans zijn eenakter In de Jonge Jan; een stuk dat speciaal geschreven was voor Henri de Vries, die er zeven uiteenlopende rollen in vervulde. Aan dezelfde acteur had Heijermans de rol van Pancras Duif toebedacht, maar In de Jonge Jan groeide onverwacht uit tot een internationaal succes en de eenakter ging op tournee. De Vries was hierdoor niet beschikbaar was voor Schakels, en de eerste voorstelling werd gespeeld door Louis Bouwmeester met diens gezelschap Het Haarlemsch Tooneel.
De première vond plaats in het Paleis voor Volksvlijt op 24 december 1903. Zoals de meeste Heijermans-stukken op Kerstavond, omdat het stuk dan driemaal volle zalen kon trekken voordat de kritische pers er op 27 december over zou schrijven. Het acteerwerk werd goed ontvangen, met name dat van Louis Bouwmeester in de hoofdrol. Over het drama zelf was de pers kritisch; de samenhang tussen de verschillende taferelen zou niet hecht genoeg zijn. Enkele recensenten wezen de scène waarin Pancras vertelt over zijn seksuele nood als weduwnaar af als onzedelijk.
Al in 1904 werd Schakels in Berlijn en Wenen opgevoerd door het Deutsches Theater onder leiding van Paul Lindau, onder de naam Kettenglieder. Louis Bouwmeester ging in 1906 met het stuk op tournee door Nederlands-Indië; in hetzelfde jaar ging Schakels in Zweedse vertaling als Kedjan in première in het Vasa Theater in Stockholm. In 1908 werd het stuk opgevoerd door de Stage Society in Londen en door Max Reinhardt in Berlijn.
Door Nederlandse gezelschappen werd het stuk bij herhaling opgevoerd: in 1910 bij Het Tooneel, de toneelgroep van Willem Royaards met Louis de Vries in de hoofdrol. Bouwmeester nam het in 1913 weer op het repertoire bij de Tooneelvereeniging. Louis de Vries speelde Pancras Duif ook bij het Grand Théâtre van de gebroeders Van Lier, in 1918 opnieuw met zijn eigen gezelschap Het Hollandsch Tooneel, en vervolgens in 1923 bij het Schouwtooneel. In 1924 speelde Royaards zelf de hoofdrol in een nieuwe opvoering van het Nederlandsch Tooneel. Louis de Vries nam de rol weer op in 1927 bij het Amsterdamsch Tooneel en in 1935 met zijn eigen gezelschap. Ook na de Tweede Wereldoorlog is Schakels op de planken gebracht: in 1956 door het Nieuw Nederlands Toneelgezelschap met Johan Elsensohn, in 1964 door het Nieuw Rotterdams Toneel met Richard Flink, in 1971 door de Haagse Comedie met Ko van Dijk jr. en in 1980 door toneelgroep Theater met Bernhard Droog.

## Adaptaties
In 1920 verscheen een gelijknamige verfilming, geregisseerd door Maurits Binger. Hierin werd Pancras gespeeld door Jan van Dommelen, Marianne door Annie Bos en zonen Jan en Toon door Louis Davids en Frits Bouwmeester jr.. De film wordt vermist: het origineel en alle kopieën zijn onvindbaar.
Op een aantal punten week de film af van het toneelstuk. Nieuw was een proloog die het eenvoudige begin van Pancras Duif liet zien, evenals een flashback naar het verleden van Marianne. Enkele belangrijke personages waren weggelaten. Bovenal kende de film, in tegenstelling tot het stuk, een goede afloop: ondanks de tegenwerkingen blijven Marianne en haar zoon uiteindelijk bij Pancras.

## Varia
- Het drama Vor Sonnenuntergang van de Duitse toneelschrijver Gerhart Hauptmann uit 1932 vertoont opvallend veel gelijkenissen met Schakels. Ook in dit stuk betreft de handeling een voorgenomen tweede huwelijk van een man op leeftijd met een jongere vrouw, en ook hier weten de kinderen dit door het inschakelen van een psychiater te verhinderen.[7]